# Lispocephala pallida
Lispocephala pallida este o specie de muște din genul Lispocephala, familia Muscidae, descrisă de Malloch în anul 1928. Conform Catalogue of Life specia Lispocephala pallida nu are subspecii cunoscute.